# 罗曼·罗森
罗曼·罗曼诺维奇·罗森（羅馬化：Roman Romanovich Rozen；1847年2月24日（12日）—1921年12月31日），俄罗斯帝国波罗的海德意志人，生于爱斯特兰省列瓦尔，外交官，1898年与日本西德二郎签署《罗森-西协议》，日俄战争前担任驻日公使，参与签署《朴茨茅斯和约》，后任驻美大使。1921年死于美国纽约。